# 豊科消防署

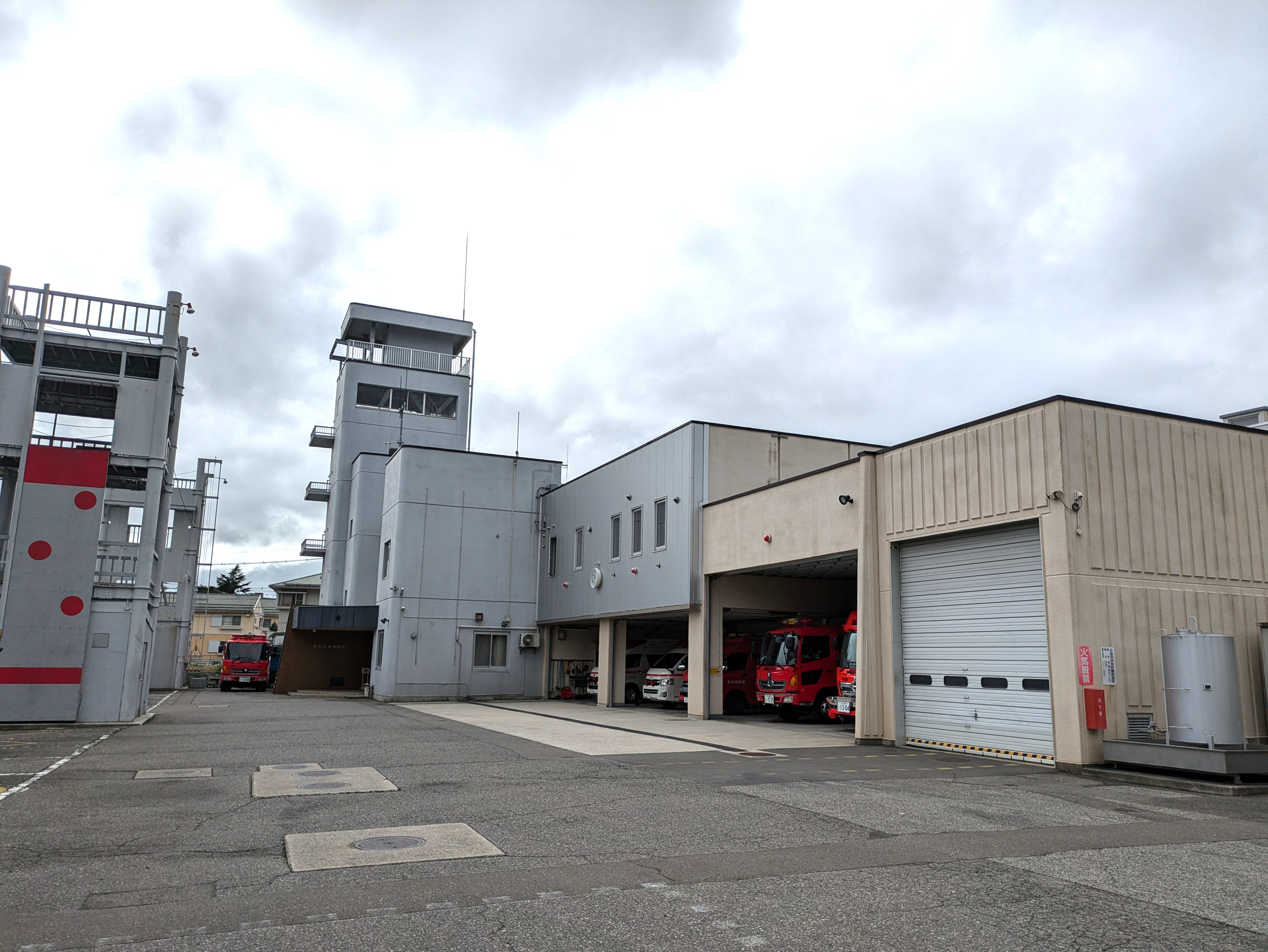
豊科消防署

豊科消防署（とよしなしょうぼうしょ）は長野県安曇野市にある松本広域消防局に所属する消防署である。

## 沿革
- 1964年（昭和39年）4月 - 豊科町消防本部が設置される
- 1966年（昭和41年）4月 - 政令指定により豊科町消防署が設置される　職員18名　司令車、普通消防車（2台）、水槽車、赤バイ、連絡車で業務を開始する
- 1969年（昭和44年） - 救急車の寄贈を受け救急業務が開始される
- 1972年（昭和47年）1月20日 - 豊科町、穂高町、堀金村、三郷村、梓川村の2町3村により南安曇郡消防組合が設立される
- 1972年（昭和47年）4月 - 政令指定を受け南安曇郡消防組合が発足する　南安曇郡消防組合消防署となる　北分署、南分署庁舎が竣工する
- 1972年（昭和47年）12月 - 北分署、南分署庁舎が完成する
- 1973年（昭和48年）1月1日 - 北分署、南分署庁舎が業務を開始する
- 1979年（昭和54年）1月31日 - 消防本部消防庁舎（南安曇郡消防組合消防署）新庁舎が竣工する
- 1992年（平成4年）4月1日 - 自治省消防庁から政令指定の内示を受け広域消防準備室が発足する
- 1992年（平成4年）4月2日 - 政令指定が告知される
- 1993年（平成5年）3月31日 - 南安曇郡消防組合が解散する
- 1993年（平成5年）4月1日 - 松本広域消防局が発足する　松本広域消防局豊科消防署となる
- 2004年（平成16年）12月2日 - 救助工作車（II型）が更新配備される
- 2008年（平成20年）2月15日 -高規格救急車が更新配備される
- 2008年（平成20年）3月11日 - 豊科消防署庁舎耐震化等改修工事が完了する

## 所在地
- 長野県安曇野市豊科5705-6

## 職員数
- 30人

## 消防車両
- 消防ポンプ自動車
- 水槽付消防ポンプ自動車
- 救助工作車II型（特別救助隊運用）
- 高規格救急車（2台）（内1台は非常用救急車）
- 指揮広報車
- オフロードバイク
- 二輪車

## 管轄地域
安曇野市豊科南穂高、豊科光、豊科田沢、豊科高家、豊科、堀金烏川及び堀金三田